# دافع الآنسة جان برودي (رواية)
دافع الآنسة جان برودي (بالإنجليزية: The Prime of Miss Jean Brodie)‏ هي رواية للكاتبة الإسكتلندية موريل سبارك، نشرت عام 1961، لأول مرة عن دار نشر ماكميلان.